# Xylophanes gundlachi
Xylophanes gundlachi är en fjärilsart som beskrevs av Herrich-Schäffer 1863. Xylophanes gundlachi ingår i släktet Xylophanes och familjen svärmare. Inga underarter finns listade i Catalogue of Life.